# Alan Goodrope
Alan Goodrope (nascido em 3 de maio de 1951) é um ex-ciclista australiano. Ele competiu na prova de estrada individual nos Jogos Olímpicos de Verão de 1976 em Montreal.